# Acre-pie
Un acre-pie normalmente es una unidad de volumen usada en los Estados Unidos como referencia a los recursos de agua de gran potencia, como los depósitos, acueductos, canales, capacidad de flujo de cloaca, y flujos de río.

## Definición

1 acre-pie (acre-foot)

Se define por el volumen de un acre de superficie a una profundidad de un pie. Como la superficie de un acre se define como 66 por 660 pies (una cadena por un furlong o estadio), entonces el volumen de un acre-pie es exactamente 43 560 pies cúbicos. Alternativamente, éste es aproximadamente 325 851,42857143 galones americanos, o 271 328,07259591 galones imperiales, o 1233,4818375475 kl (m³).

## Equivalencias
Un acre-pie es igual a:
- 75.271.680 pulgadas cúbicas
- 43.560 pies cúbicos
- 1.613,3333333333 yardas cúbicas
- 0,00000029592803030303 millas cúbicas
- exactamente 1.233.481.837,5475 mililitros o centímetros cúbicos
- exactamente 1.233.481,8375475 litros o decímetros cúbicos
- exactamente 1.233,4818375475 kilolitros o metros cúbicos